# Famille de Vesta
La famille de Vesta est un groupe d'astéroïdes dans la partie interne de la ceinture d'astéroïdes. Cette famille est nommée d'après son membre le plus important, (4) Vesta, et ses membres sont appelés des vestoïdes.
Environ 6 % des astéroïdes de la ceinture principale sont des vestoïdes.

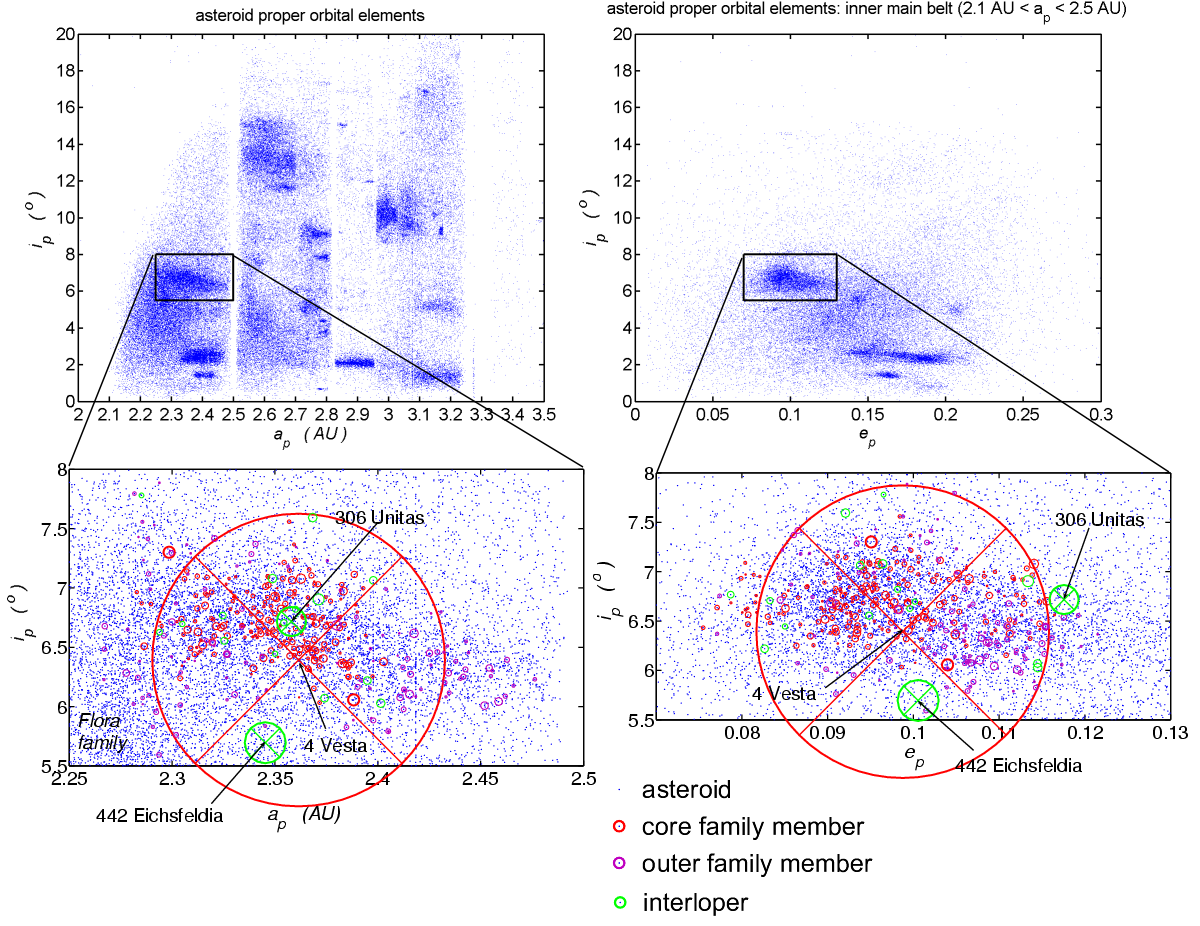
Position et structure de la famille Vesta.

## Caractéristiques
Cette famille comprend, en plus de Vesta, des astéroïdes de moins de 10 km de diamètre. Les plus brillants, (1929) Kollaa et (2045) Pékin, ont une magnitude de 12,2.
On pense que ces corps sont des fragments éjectés de Vesta par l'impact à l'origine de l'énorme cratère Rheasilvia près du pôle sud. Ils seraient à l'origine des météorites HED.
Les vestoïdes sont des astéroïdes basaltiques, essentiellement des astéroïdes de type V mais également quelques astéroïdes de type J (voisin du type V). Ils proviendraient de la croûte de Vesta, les premiers d'une zone relativement superficielle et les seconds d'une couche plus profonde. Les astéroïdes de type V seraient la source des eucrites et ceux de type J des diogénites (deux des trois groupes de météorites HED).